# På vej til i morgen
|  | Denne artikel er oprettet af botten PalnaBot ud fra en ekstern database. Den kan derfor have sproglige fejl eller mangler. Denne skabelon kan fjernes efter kontrol af indholdet. |

På vej til i morgen er en film instrueret af Per B. Holst efter manuskript af Willy Reunert.

## Handling
Danmark udvikler sig til et industriland. Udviklingen følges frem til 1960 og et stykke ind i den nærmeste fremtid.